# El Ocotal, Ocosingo
El Ocotal är en ort i Mexiko.   Den ligger i kommunen Ocosingo och delstaten Chiapas, i den sydöstra delen av landet, 800 km öster om huvudstaden Mexico City. El Ocotal ligger 1 154 meter över havet och antalet invånare är 165.
Terrängen runt El Ocotal är kuperad. Runt El Ocotal är det glesbefolkat, med 16 invånare per kvadratkilometer. Närmaste större samhälle är Ocosingo, 13,0 km sydost om El Ocotal. I omgivningarna runt El Ocotal växer i huvudsak städsegrön lövskog.